# Trait pour trait
Pour l’article homonyme, voir Trait pour trait (film).
Albums de Sniper
Gravé dans la roche
(2003) À toute épreuve
(2011)
Trait pour trait est le 3e album du groupe Sniper, sorti le 22 mai 2006. Il se place no 1 des ventes deux semaines après sa sortie. Le groupe a changé, puisque DJ Boudj, aux platines depuis le 1er album, a quitté le groupe. L'album est néanmoins plus abouti textuellement et musicalement.

## Liste des titres
1. S.N.I - 4:23
2. Dans mon monde - 4:23
3. Trait pour trait - 4:30
4. Eldorado feat. Faada Freddy (Daara J) - 6:35
5. Zamalia (solo Blacko) - 4:17
6. Génération Tanguy - 4:42
7. Donne tout - 4:31
8. La France (itinéraire d'une polémique) avec la participation de Cici et Olivier Cachin (solo Tunisiano) - 6:41
9. Hommes de loi - 5:31
10. Il était une foi - 5:38
11. Radio - 1:15
12. Retour aux sources (solo Aketo) - 5:25
13. Elle - 5:35
14. Brûle feat. JoeyStarr - 4:41
15. Fallait que je te dise - 9:37

Le morceau Il était une foi débute par un passage du film Constantine (à la 38e minute de ce film).

## Classements
| Pays              | Meilleure position | Semaines classées |
| ----------------- | ------------------ | ----------------- |
| France            | 1                  | 43                |
| Belgique Wallonie | 7                  | 29                |
| Suisse            | 13                 | 16                |

## Référence
1. ↑  lescharts.com